# Alekszej Valerjevics Gyevotcsenko
Alekszej Valerjevics Gyevotcsenko (Алексе́й Вале́рьевич Дево́тченко; Leningrád, 1965. október 14. – Moszkva, 2014. november 5.) orosz színész, ellenzéki közéleti személyiség.

## Pályafutása
1990-ben végezte el a Cserkaszovról elnevezett Leningrádi Állami Színművészeti, Zenei és Filmművészeti Főiskolát. Lev Dogyin és Arkagyij Kacman tanítványa volt.
Még színészhallgatóként, majd a főiskola elvégzése után kisebb megszakításokkal hat évig a Brancevről elnevezett gyermekszínházban játszott. 1996-tól 2008-ig a szentpétervári Alekszandrinszkij Színház tagja volt.
2011-ben minden állami kitüntetéséről lemondott. 2011–12-ben a Moszkvai Ifjúsági Színházban, 2012–13-ban a Csehovról elnevezett Moszkvai Művész Színházban, 2013–14-ben pedig a Gogol-Centrumban játszott.
Kiemelkedő színpadi alakításai közé tartozik Profirij Petrovics szerepe Dosztojevszkij Bűn és bűnhődésének színházi változatában (ezért Arany Reflektor díjat és Sztanyiszlavszkij-díjat kapott); Kreisler szerepe E. T. A. Hoffmann Kreisleriánájának színpadi feldolgozásában; valamint a Bolond William Shakespeare Lear királyában. A színházi munka mellett Gyevotcsenko számos filmben és televíziós sorozatban is szerepelt.

## Politikai tevékenysége
Aktívan részt vett az ellenzéki mozgalmakban, különösen a 2011. decemberi parlamenti és 2012. márciusi elnökválasztás körüli tüntetési hullámban. Tagja volt a Garri Kaszparov nevéhez kötődő Egyesült Polgári Frontnak (OGF), egyik szerzője volt a 2010-es, „Putyinnak mennie kell” című ellenzéki kiáltványnak.
Gyevotcsenko 2014 márciusában aláírta az oroszországi filmesek „Veletek vagyunk” című, Oroszországnak az ukrajnai eseményekbe való beavatkozása ellen állást foglaló nyílt levelét ukrajnai kollégáikhoz.

## Halála
2014. november 5-én moszkvai lakásában találtak rá vérbefagyva. A halál körülményei hivatalosan tisztázatlanok. A bulvársajtóban megjelent, hogy halála előtt valószínűleg alkoholt és epilepszia gyógyszert phenazepamot fogyasztott. A halálát az okozta, hogy a kezét üveg vágta meg, és ennek következtében elvérzett.

## Díjai, kitüntetései
- Érdemes Művész (2006-ban; 2011-ben is jelölték, de visszautasította a kitüntetést)[2]
- Állami Díj (1999-ben és 2003-ban)
- Arany Reflektor Díj (1999-ben)